# 赤沢映画
赤沢映画（あかざわえいが、1931年 設立 - 1935年 活動停止）は、かつて存在した日本の映画会社である。北海道砂川市の興行師だった赤沢大助が設立し、無声映画あるいはサウンド版映画と2本のトーキーを製作・配給した。

## 略歴・概要
1931年（昭和6年）、33歳の北海道出身の興行師・赤沢大助が設立、マキノ御室撮影所からヴェテラン監督吉野二郎を引き抜き、『阿波の鳴門』、『杉野兵曹長の妻』を製作・自主配給したところから始まる。翌1932年（昭和6年）の正月映画まで吉野が3本を監督した。
1932年からは赤沢が監督に乗り出した。そもそも赤沢は、1922年（大正11年）に『籠の鳥の唄』の主題歌と企画を売り込み、26歳の1924年（大正13年）、平戸延介（のちの映画監督山本嘉次郎）主演で監督としてデビューしている人物である。赤沢自身が1934年までに7本を監督した。『金色夜叉』以外はすべて時局的な戦争映画であった。
またいっぽうで嵐寛寿郎プロダクションから富国映画社に流れた仁科熊彦や大都映画の根岸東一郎（赤沢映画のあとはマキノ・トーキー）を監督に起用、それぞれ1本ずつを演出した。1935年（昭和10年）3月7日、トーキー映画であった根岸監督の『母の心』を製作・配給し、赤沢キネマはその役割を終えた。

## フィルモグラフィ
特筆なしのものはすべて無声映画である。
1931年
- 阿波の鳴門　監督吉野二郎、撮影土岐淳一、主演片岡寿三歳、桜木梅子、泉春子、静香八郎
- 杉野兵曹長の妻　監督吉野二郎、撮影土岐淳一、主演風間春子

1932年
- 頼母子権兵衛　監督吉野二郎、撮影土岐淳一、主演中根龍太郎、桜木梅子
- 散りゆく大和櫻 空閑少佐　監督赤沢大助、撮影荒川勝弥、主演静香八郎、風間春子、染谷昌子
- 空中艦隊　監督赤沢大助、撮影佐竹三男・荒川勝弥、音楽中山晋平、主演静香八郎、邦江弘光、千草香子　※トーキー
- 肉弾三勇士　監督赤沢大助、撮影土岐淳一、主演静香八郎、沢田譲
- 満州大進軍　監督赤沢大助、撮影土岐淳一、主演静香八郎、沢田譲
- 新戦場　監督仁科熊彦、撮影大塚周一、主演高田稔、渡辺篤、佐久間妙子　※日活配給

1933年
- 敵は太平洋　監督赤沢大助、撮影土岐淳一、主演静香八郎

1934年
- 金色夜叉　監督赤沢大助、撮影佐竹三男、主演片桐敏郎、西条麗子　※サウンド版
- 君国のために　監督赤沢大助、主演静香八郎　※サウンド版

1935年
- 母の心　監督根岸東一郎、撮影大塚周一、主演静香八郎　※トーキー

## 註
1. ↑  『籠の鳥の唄』の著作権をめぐる1976年の赤沢の山本告訴事件の新聞記事を採録した「昭和ラプソディ」[リンク切れ][出典無効]の項目を参照。